# Култушная (река, впадает в Берингово море)
Култушная (Илирваям) (в верховьях — Гыргольилирваям) — река в России, протекает по территории Олюторского района Камчатского края. Длина реки — 92 км, площадь водосборного бассейна — 1260 км². Берёт своё начало на западных склонах хребта Малиновского, в верховьях река называется Гыргольилирваям, протекая через озеро Илиргытгын меняет своё название на Култушная (Илирваям). Впадает в залив Корфа.
Вблизи устья располагался ныне заброшенный посёлок Култушино.
Основные притоки (км от устья):
- 1 км: Энильхиваям
- 18 км: река без названия
- 24 км: Панетиваям
- 35 км: Гатыраля
- 57 км: Манаханяваям
- 64 км: Акаваям
- 65 км: Амваваям
- 71 км: Увгилваям

## Данные водного реестра
По данным государственного водного реестра России относится к Анадыро-Колымскому бассейновому округу.
Код объекта в государственном водном реестре — 19060000212120000006370.